# 趙鎮 (舉人)
趙鎮（？—？），浙江錢塘人，清朝政治人物。舉人出身。
乾隆六年六月，接替王斯恩。擔任江蘇荆溪縣知縣。后由魁德接任。